# Komenda Rejonu Uzupełnień Kołomyja II

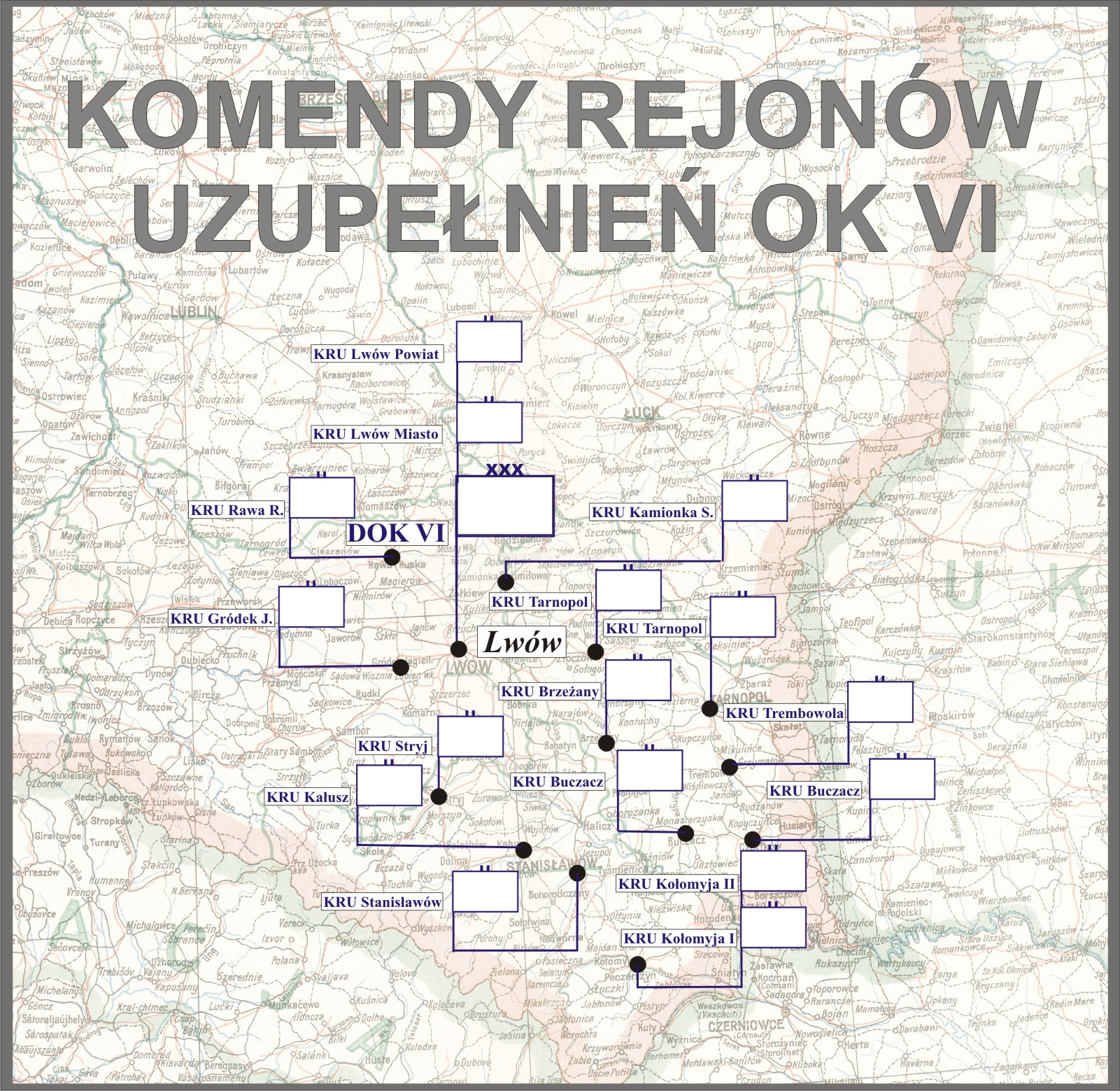
Komendy rejonów uzupełnień DOK VI

Komenda Rejonu Uzupełnień Kołomyja II (KRU Kołomyja II) – organ wojskowy właściwy w sprawach uzupełnień Sił Zbrojnych II Rzeczypospolitej i administracji rezerw w powierzonym mu rejonie.

## Historia komendy
Z dniem 1 października 1927 roku została utworzona Powiatowa Komenda Uzupełnień Kołomyja II obejmująca powiaty: peczeniżyński, kossowski i śniatyński. Ostatnie dwa powiaty zostały wyłączone z dotychczasowej PKU Kołomyja, która została przemianowana na PKU Kołomyja I, natomiast powiat peczeniżyński wyłączony z PKU Stanisławów.
PKU Kołomyja II funkcjonowała na podstawie ustawy z dnia 23 maja 1924 roku o powszechnym obowiązku służby wojskowej oraz rozporządzeń wykonawczych do tejże ustawy, a także „Tymczasowej instrukcji służbowej dla PKU”, wprowadzonej do użytku rozkazem MSWojsk. Dep. Piech. L. 100/26 Pob.
Zadania i organizacja PKU określone zostały w wydanej 27 maja 1925 roku instrukcji organizacyjnej służby poborowej na stopie pokojowej. W skład PKU Kołomyja II wchodziły dwa referaty: I) referat administracji rezerw i II) referat poborowy.
Z dniem 1 kwietnia 1929 roku powiat peczeniżyński został zlikwidowany, a jego dotychczasowy obszar włączony w całości do powiatu kołomyjskiego, należącego do PKU Kołomyja I.
W marcu 1930 roku PKU Kołomyja II nadal podlegała Dowództwu Okręgu Korpusu Nr VI i administrowała powiatami: kossowskim i śniatyńskim. W grudniu tego roku posiadała skład osobowy typ III.
31 lipca 1931 roku gen. dyw. Kazimierz Fabrycy, w zastępstwie ministra spraw wojskowych, rozkazem B. Og. Org. 4031 Org. wprowadził zmiany w organizacji służby poborowej na stopie pokojowej. Zmiany te polegały między innymi na zamianie stanowisk oficerów administracji w PKU na stanowiska oficerów broni (piechoty) oraz zmniejszeniu składu osobowego PKU typ I–IV o jednego oficera i zwiększeniu o jednego urzędnika II kategorii. Liczba szeregowych zawodowych i niezawodowych oraz urzędników III kategorii i niższych funkcjonariuszy pozostała bez zmian.
1 lipca 1938 roku weszła w życie nowa organizacja służby uzupełnień, zgodnie z którą dotychczasowa PKU Kołomyja II została przemianowana na Komendę Rejonu Uzupełnień Kołomyja II przy czym nazwa ta zaczęła obowiązywać 1 września 1938 roku, z chwilą wejścia w życie ustawy z dnia 9 kwietnia 1938 roku o powszechnym obowiązku wojskowym. Obok wspomnianej ustawy i rozporządzeń wykonawczych do niej, działalność KRU Kołomyja II normowały przepisy służbowe MSWojsk. D.D.O. L. 500/Org. Tjn. Organizacja służby uzupełnień na stopie pokojowej z 13 czerwca 1938 roku. Zgodnie z tymi przepisami komenda rejonu uzupełnień była organem wykonawczym służby uzupełnień .
Komendant rejonu uzupełnień w sprawach dotyczących uzupełnień Sił Zbrojnych i administracji rezerw podlegał bezpośrednio dowódcy Okręgu Korpusu Nr VI, który był okręgowym organem kierowniczym służby uzupełnień. Rejon uzupełnień nie uległ zmianie i nadal obejmował powiaty: kossowski i śniatyński.

## Obsada personalna
Poniżej przedstawiono wykaz oficerów zajmujących stanowisko komendanta Powiatowej Komendy Uzupełnień i komendanta rejonu uzupełnień oraz wykaz osób funkcyjnych pełniących służbę w PKU i KRU Kołomyja II, z uwzględnieniem najważniejszej zmiany organizacyjnej przeprowadzonej w 1938 roku.
Komendanci
- mjr piech. Piotr Gustaw Rokicki (VII 1927 – I 1929 → komendant PKU Lwów Miasto[13])
- ppłk dypl. art. mgr Tadeusz I Kawecki (I 1929[13] – I 1930 → dyspozycja dowódcy OK VI[14])
- mjr łączn. Edmund Iwaszkiewicz (III 1930[15] – ? → komendant RU Kowel)
- mjr piech. Henryk Picheta (1939[16])

Obsada pozostałych stanowisk funkcyjnych PKU w latach 1927–1938
- kierownik I referatu administracji rezerw i zastępca komendanta
  - kpt. kanc. Ignacy Marian Bronisław Tomaszewski (od VII 1927, był w 1932)
- kierownik II referatu poborowego
  - kpt. kanc. Tadeusz Mieczysław Kuliczkowski (od VII 1927)
  - kpt. art. Justyn Roman Wincenty Antoszewski (od XII 1929[19])
  - por. kanc. Karol Winowski[a] (od IX 1930, był w 1932)
- referent
  - por. kanc. Jan Bularski (od VII 1927)
  - por. piech. Dionizy Edward Kazimierz Sikorski (IV 1928[20] – XII 1929[21] → referent PKU Łask)
  - kpt. więź. Edward Józef Göertz (XII 1929[22] – VI 1930 → kierownik I referatu PKU Czortków[23])
  - por. kanc. Karol Winowski (VI[24] – IX 1930[25] → kierownik II referatu)

Obsada pozostałych stanowisk funkcyjnych KRU w latach 1938–1939
- kierownik I referatu ewidencji – kpt. adm. (piech.) Roman Paszkowski[c]
- kierownik II referatu uzupełnień – kpt. adm. (piech.) Adam II Pawłowski[d]